# 9. Armee (Wehrmacht)
La 9ª Armata (in tedesco 9. Armee) fu un'armata campale della Wehrmacht tedesca attivata durante la seconda guerra mondiale, a partire dal 15 maggio 1940. Dopo aver partecipato con distinzione alla campagna di Francia del 1940, entrò a far parte del Gruppo d'armate Centro all'inizio dell'operazione Barbarossa e avanzò in direzione di Mosca. L'armata rischiò di essere travolta dall'Armata Rossa nell'inverno 1941-1942 durante la battaglia di Mosca e riuscì a salvarsi grazie anche all'energia del nuovo comandante, il generale Walter Model.
La 9ª Armata difese con tenacia e abilità per oltre un anno il pericoloso saliente di Ržev e continuò a combattere in difesa nel settore centrale del fronte orientale fino alla disastrosa operazione Bagration che provocò la quasi completa distruzione dell'armata. Dopo essere stata ricostituita con nuove forze, rimase in combattimento all'est e venne incaricata di difendere prima la linea della Vistola e infine nell'aprile 1945 la linea dell'Oder. La 9ª Armata costituì la principale formazione tedesca schierata nella battaglia di Berlino e, dopo lo sfondamento del fronte dell'Oder, venne accerchiata nella sacca di Halbe; solo pochi resti riuscirono a sfuggire alla prigionia sovietica.

## Storia

### 1940
La 9ª armata dapprima fu utilizzata sulla Linea Sigfrido quando fu coinvolta nell'invasione della Francia. Fu perlopiù tenuta come riserva strategica e vide poco i combattimenti.

### 1941
Dal 1941, l'armata fu pesantemente rinforzata e fu incaricata assieme all'Heeresgruppe Mitte per l'invasione dell'Unione Sovietica. Nella fase iniziale dell'Operazione Barbarossa la 9ª armata formò la tenaglia sud dell'accerchiamento massivo delle truppe sovietiche a Białystok, con la 4ª armata a formare la tenaglia nord. Continuò ad avanzare sino a Smolensk, dove fu effettuato un altro accerchiamento. Anche se l'accerchiamento ebbe successo, per via delle grandi distanze che doveva ricoprire. Hitler inviò delle forze corazzate dall'Heeresgruppe Mitte sui fronti nord e sud per infliggere pesanti danni economici all'Unione Sovietica. La 9ª armata rimase ferma dal tardo luglio 1941 fino all'ottobre 1941 quando Hitler decise di lanciare il tanto atteso attacco a Mosca.
Davanti a Mosca vi erano due elaborate linee difensive, la prima era lunga 250 km e si trovava davanti a Vyazma, la seconda a Mozhaysk. La 9ª armata colpì dal nord la linea difensiva che fiancheggiava Vyazma.
La 9ª armata fu piazzata sul fianco nord, mentre la 2ª, 3ª, 4ª corazzata e 4ª armata avrebbero dovuto fare da avanguardia offensiva su Mosca. Tuttavia l'attacco fallì per via del clima freddo, che rese difficili i rifornimenti. La Germania subì severe perdite di uomini e gran parte della 9ª armata fu ridistribuita in altre armate.

### 1943
I tedeschi tentarono di nuovo nel 1943 di riguadagnare lo slancio nel fronte orientale lanciando un massiccio movimento a tenaglia sul saliente di Kursk dove furono schierate 1/6 di tutte le forze sovietiche. Le punte di diamante sarebbero la 9ª armata tedesca e la 2ª armata Panzer da nord e la 4ª armata Panzer insieme al distaccamento dell'esercito Kempf da sud. I sovietici credevano che il colpo più pesante sarebbe arrivato da nord e rinforzarono massicciamente il settore direttamente di fronte alla 9ª Armata. Nel luglio 1943, la 9ª armata era diventata la più grande armata mai schierata dai tedeschi, superando anche la tanto decantata 6ª armata con 335.000 uomini e 600 carri armati.
Alla guida dell'avanzata da nord, la 9ª armata si scontrò con potenti difese sovietiche e il primo giorno guadagnò non più di 10 km. Walter Model ordinò la cattura della chiave e della stazione ferroviaria di Ponyri, fortemente fortificata, necessaria per continuare l'avanzata verso Kursk. Tuttavia, i sovietici avevano rinforzato in modo massiccio le difese della città, il che significava che gli attaccanti subivano perdite molto pesanti. Dopo una settimana di feroci combattimenti, la 9ª Armata aveva guadagnato appena 20 km. Dopo essere stato incapace di violare le linee nemiche, l'esercito fu quindi costretto a fare i conti con la controffensiva sovietica che se non fosse stata controllata avrebbe potuto circondare l'intera 9ª Armata. Ha combattuto un ritiro combattente verso ovest per tutto il resto del 1943.

### 1944
All'inizio del 1944 la nona armata era esausta, ma ricevette rinforzi per difendere l'area di Bobruisk per i primi sei mesi dell'anno. Il 22 Giugno, per il terzo anniversario dell'Operazione Barbarossa, i sovietici scatenarono l'offensiva nell'ambito dell'Operazione Bagration, con lo scopo di distruggere il Corpo d'Armate Centro. L'azione condotta contro la nona armata fu chiamata Offensiva Bobruysk. Quasi il 40 % dell'armata fu distrutta nell'estate del 1944 e dovette essere ricostruita con truppe provenienti dal fronte italiano. Durante l'autunno fu impegnata nella difesa di Varsavia.

### 1945
Nell'aprile 1945 la 9ª armata si doveva preparare alla battaglia finale contro i russi: la battaglia di Berlino. L'armata era schierata sulle alture di Seelow (l'ultimo baluardo di difesa naturale lungo la strada verso la capitale del Terzo Reich) sulle quali si combatté per 3 giorni. Quando la battaglia iniziò i tedeschi ebbero la meglio sulle alture nonostante fossero meno numerosi e meno equipaggiati ma dopo il 3º giorno i soldati dell'armata erano stremati dai combattimenti perciò alcuni gruppi dell'armata iniziarono a sciogliersi e a ritirarsi nei boschi e verso la capitale. A Berlino si erano non solo riuniti gli uomini della 9ª armata ma anche i restanti di altre armate. La battaglia di Berlino iniziò il 22 aprile e finì il 9 maggio. La battaglia finì dopo giorni di resistenza con l'accerchiamento della città e il suicidio di Hitler

## Comandanti
- Generaloberst Johannes Blaskowitz (14 maggio 1940-29 maggio 1940)
- Generaloberst Adolf Strauß        (30 maggio 1940-15 gennaio 1942)
- Generalfeldmarschall Walter Model (15 gennaio 1942-23 maggio 1942)
- General der Infanterie Albrecht Schubert (23 maggio 1942-10 giugno 1942)
- Generaloberst Heinrich von Vietinghoff (10 giugno 1942-1º dicembre 1942)
- Generalfeldmarschall Walter Model      (1º dicembre 1942-19 marzo 1943)
- Generaloberst Josef Harpe              (19 marzo 1943-30 marzo 1943)
- Generalfeldmarschall Walter Model      (30 marzo 1943-20 maggio 1943)
- Generaloberst Josef Harpe              (20 maggio 1943-9 giugno 1943)
- Generalfeldmarschall Walter Model     (9 giugno 1943-4 novembre 1943)
- Generaloberst Josef Harpe                (4 novembre 1943-1º maggio 1944)
- General der Infanterie Hans Jordan   (20 maggio 1944-27 giugno 1944)
- General der Panzertruppe Nikolaus von Vormann (27 giugno 1944-1º settembre 1944)
- General der Panzertruppe Smilo von Lüttwitz   (1º settembre 1944-19 gennaio 1945)
- General der Infanterie Theodor Busse          (19 gennaio 1945-8 maggio 1945)